# 宮下酒造
宮下酒造株式会社（みやしたしゅぞうかぶしきがいしゃ）は、岡山県岡山市中区西川原にある酒類製造・販売業者。代表銘柄である「極聖」は、IWCの「SAKE部門」においてゴールドメダルを複数回獲得、全国新酒鑑評会でも金賞を複数回受賞している。

## 沿革
1915年（大正4年）、岡山県玉野市において宮下亀蔵、元三郎兄弟により創業。清酒の製造を開始する。
1967年（昭和42年）、岡山市西川原に蔵を移転。近くには岡山三大河川のひとつである旭川があり、伏流水を汲み上げて仕込み水に使用している。
1974年（昭和49年）、日本酒「極聖」（きわみひじり）の醸造を開始。
1995年（平成7年）、地ビール「独歩」（どっぽ）の製造を開始。クラフトビールの製造を始めたのは全国では9番目、中国地方では1番目であった。
2006年（平成18年）、岡山大学農学部が栽培した米（アケボノ）を使用して製造した日本酒「おお岡大」の販売を開始。
2015年（平成27年）、創業100周年を記念し、観光酒蔵「酒工房独歩館」をオープン。酒蔵の見学や、ウィスキーの蒸留器を見ながらの飲食が可能な施設である。
2020年（令和2年）、新型コロナウイルス感染症流行の影響で入手困難となった消毒用アルコールの代替品として使用できる高濃度スピリッツ「酒蔵スピリッツ AL48」の製造・販売を開始。

## 評価
2016年（平成28年）に販売を開始した「クラフトジン岡山」は米焼酎をベースに醸造され、日本産のクラフトジンの草分けといわれている。
市販酒を対象とした「SAKE COMPETITION 2018」では、吟醸部門で「極聖 大吟醸」が第1位を獲得した。

## 主な銘柄
日本酒
- 極聖（きわみひじり）
- 楽聖（らくせい[17]）
- MIYASHITA ESTATE

- 古酒 永久の輝（えいきゅうのかがやき）
- 備前児島酒
- おお岡大[注 1]

- 夢二宵待草
- 夢二旅情
- 瀬戸の魚島

- 純米桃にごり
- 奇跡のにごり酒 木村物語

地ビール
- 独歩（どっぽ）
- 倉敷麦酒

焼酎
芋焼酎
- 芋じゃがぁ
- おお岡大

麦焼酎
- 麦じゃがぁ
- シェリー樽貯蔵 初代亀蔵（赤）

米焼酎
- 米じゃがぁ
- 黒麹仕込み 黒備前
- 白麹仕込み 白備前

- 野風増（のふうぞ[21]）
- 鬼神温羅（きじんうら[22]）
- 吉備王国

- 長期樫樽貯蔵 男の勲章
- シェリー樽貯蔵 初代亀蔵
- 極聖 粕とり焼酎

その他
- 本格焼酎 備前黒皮 かぼちゃ焼酎
- 岡山美咲町誕生10周年記念焼酎 棚田米とそば 美咲

リキュール
- ジントニック
- ウォッカレモンサワー
- ウイスキー岡山ハイボール

- 白桃のお酒
- マスカットのお酒
- 岡山いちご

- ぴおぅね酎
- しぃくゎ酎
- たまの藤ロマン

- 梅酒
- ゆず酒

ウイスキー
- シングルモルトウイスキー
- シングルカスクウイスキー
- ウイスキー岡山ハイボール

スピリッツ
- 酒蔵スピリッツ AL78
- クラフトウォッカ 晶光
- クラフトジン岡山